# 蔣鴻遇
蔣鴻遇（19世纪?—1929年），字靜庵，直隶固安人。中华民国军事将领。

## 生平
蔣鴻遇毕业于大清帝國北洋速成武備學堂——保定陸軍軍官學校的前身。此后，他曾在馮玉祥部任參謀、模范連教官、陸軍第十一師第三補充旅旅長。
1922年，馮玉祥任陸軍檢閱使，蔣鴻遇署理總參議。1924年冯玉祥率胡景翼、孫岳在北京發動甲子政变（又稱北京政變），推翻曹錕，蔣鴻遇任留守司令兼兵站總監，作为內應。
1925年，他隨馮玉祥到張家口任西北邊防督辦公署參謀長，不久兼任甘肅幫辦。
1926年，他升任国民軍第七軍軍長兼第十二師師長。同年3月，他率领該師开赴綏遠，此后他曾代理綏遠都統。
在南口大戰中，馮玉祥國民軍受到直軍、魯軍、奉軍、晉軍等的進攻而失敗，蔣鴻遇率部撤回甘肅，途中因車禍而受重傷，遂離開部隊閑居西安。此后他住在西安直至1929年病逝。

## 著作
- 國民軍史稿